# Javier Castillejo
Javier Castillejo, född 3 februari 1968 i Parla i Spanien, är en spansk professionell boxare som är flerfaldig världsmästare och mångfaldig europamästare. Han kallades "El Lince de Parla" – Lodjuret från Parla.

## Karriär
Javier Castillejo debuterade som professionell 1988 Madrid i sitt hemland Spanien där han slog sin jämlike, Angel Diez, på poäng. Vid deras returmatch vann Castillejo igen och denna gången på knockout, den första i hans karriär. Därefter gick allt uppåt i snabb takt och han vann ytterligare fyra matcher tills han den 19 augusti 1989 i den spanska staden Benidorm slogs ut i åttonde ronden av Del Bryan. Efter detta försvarade emellertid Castillejo sin titel i tjugotvå matcher i rad.
Vid klättringen på rankningsstegen lyckades han bland annat besegra flera före detta mästare, såsom WBC (World Boxing Council) världsmästaren i lätt weltervikt Soul Mamby och förre världsmästaren i IBF (International Boxing Federation) lättvikt Harry Arroyo. Den 24 mars 1993, gick Castillejo sin första VM-match i Spanien mot den argentinske mästaren i WBA (World Boxing Association) lätt mellanvikt, Julio Cesar Vasquez. Den matchen förlorade Castillejo med ett ytterst jämnt och enhälligt domslut, 114–115. Den 11 januari 1994 blev Castillejo europamästare i lätt mellanvikt genom att besegra Bernard Razzano och lyckades fullt försvara titeln fyra gånger fram till 3 januari 1995, då hans segerrad blev bruten av den franske mästaren och blivande världsmästaren Laurent Boudouani i nionde ronden. En returmatch ägde rum 1996 men Castillejo föll även denna gång fast nu på poäng.
Den 2 juli 1998 återerövrade Javier Castillejo europamästartiteln i lätt mellanvikt mot ryske knockoutboxaren Ahmet Dottuev på teknisk knockout i tolfte och sista ronden. Den 29 januari 1999 i Spanien nådde Castillejo sitt mål att bli världsmästare. Genom ett majoritetsdomslut blev han utsedd till vinnare i en match mot amerikanen Keith Mullings om WBC världsmästartiteln i lätt mellanvikt. Därefter lyckades Javier Castillejo försvara VM-titeln sju gånger, däribland en knockoutseger över Svenske Paulo Roberto i sjunde ronden. Den matchen ägde rum den 10 september 1999.
Den 23 juni 2001 i MGM Grand Hotel i Las Vegas i USA förlorade Castillejo VM-titeln till den store amerikanske mästaren och framtida mästarlegenden, Oscar De La Hoya (även kallad "The Golden Boy") som tog hem segern genom att golva Castillejo sekunderna innan matchen var slut i den tolfte ronden. De La Hoya var för övrigt den enda amerikanen som lyckades ta guld åt USA i boxning under OS 1992 i Barcelona. Han lämnade inte ringen utan att först ha öst berömmelse över Javier Castillejo som hade visat stor styrka och en okuvlig vilja.
Castillejo kom emellertid igen och lyckades för tredje gången ta hem europatiteln i lätt mellanvikt genom att slå landsmannen Xavier Moya på teknisk knockout i femte ronden på hemmaplan i Barcelona i Spanien. Castillejo försvarade sin EM-titel ytterligare en gång, innan han återigen lyckades bli WBC världsmästare i lätt mellanvikt, då han vann mot den ryske blivande världsmästaren Roman "Made In Hell" Karmazin på enhälligt domslut den 12 juli 2002 i Madrid. Denna titel var emellertid bara en interimstitel. Castillejo kunde nämligen inte boxas mot Shane Mosely, som var den rätte innehavaren, eftersom denne var skadad sedan en tid och måste avhålla sig från boxningen. 

### Inte uträknad ännu
Castillejo försvarade VM-titeln en gång mot Colombianske mästaren Diego Castillo, innan han av någon okänd anledning avsade sig titeln under 2003. Den 20 augusti 2005 i Allstate Arena i Rosemont i Illinois gick Javier Castillejo en stormatch mot den före detta tvåfaldige världsmästaren i lätt mellanvikt Fernando Vargas, där Vargas vann en tydlig poängseger över Castillejo, som nu tycktes ha sina bättre dagar bakom sig såsom professionell boxare.
Men Castillejo gav inte upp. Han vann två raka segrar mot landsmän hemma i Spanien, och därpå följde en absolut sista chans att bli en stormästare. Javier Castillejo byggde upp sig till mellanvikt och lyckades mot alla odds få ytterligare en chans att erövra en VM‑titel. Tyske WBA världsmästaren i mellanvikt, Felix Sturm, behövde möta en meriterad toppboxare för att kunna slå sig in hos boxningsfolket, vilka inte ansåg Sturm vara en äkta världsmästare, eftersom den riktiga världsmästartiteln sedan 16 juli 2005 innehades av Jermain Taylor. Den 15 juli 2006 i Hamburg i Tyskland kliver Javier Castillejo vid 38 års ålder upp i ringen som mellanviktare och gör det helt oväntade. Han dominerade matchen mot Sturm från start till slut. Castillejo golvade slutligen Sturm i tionde ronden på teknisk knockout i en hård och händelserik match från Castillejos sida. Mot alla odds lyckades Javier Castillejo således erövra WBA världsmästartiteln i mellanvikt, och detta som den äldste någonsin att ha erövrat den titeln.